# موتور پمپ ناصر ۱
موتور پمپ ناصر ۱ یک منطقهٔ مسکونی در ایران است که در دهستان ارزوئیه واقع شده‌است. موتور پمپ ناصر ۱ ۱۰۸ نفر جمعیت دارد.